# Caroline Weldon

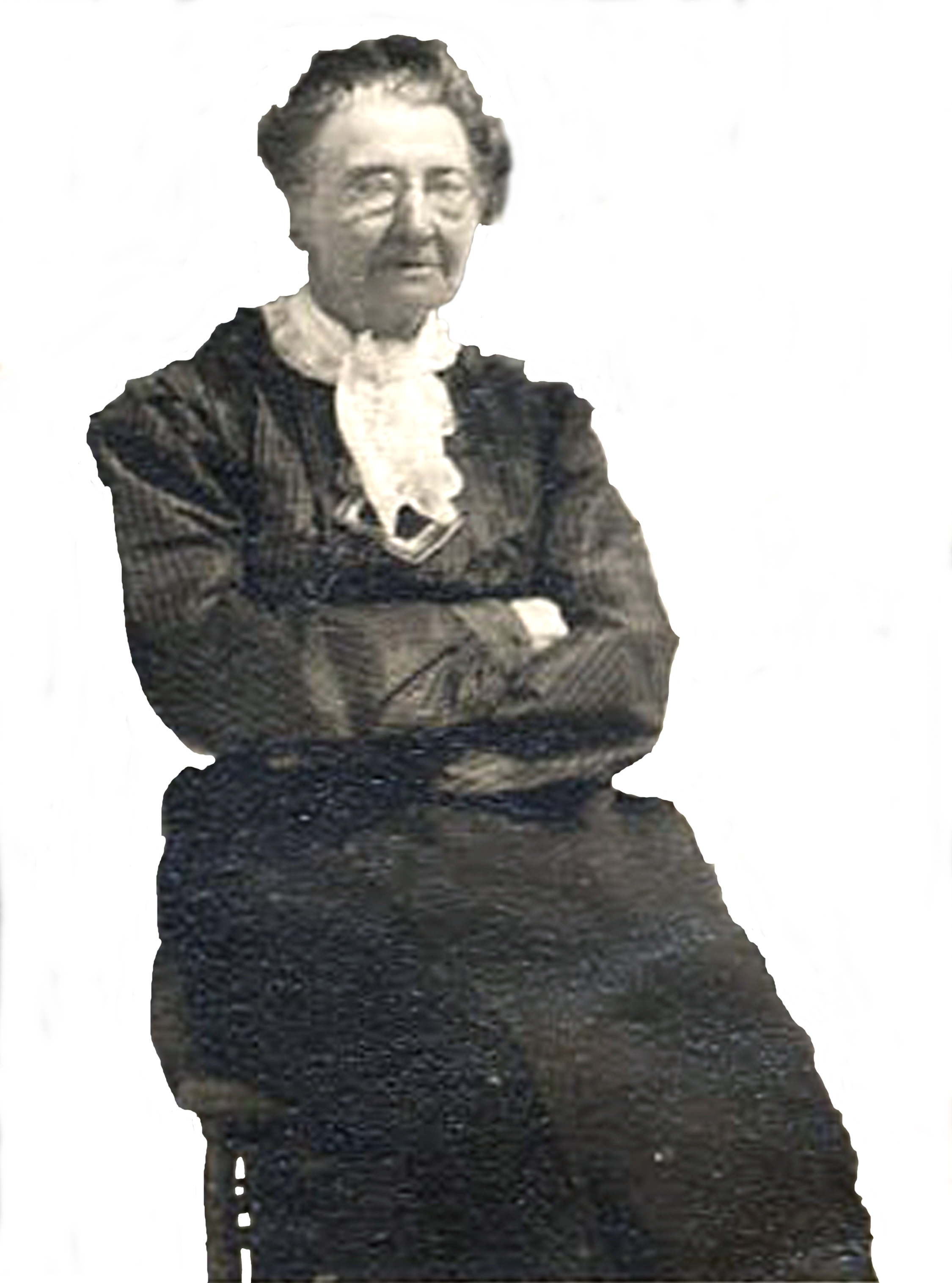
Caroline Weldon

Caroline Weldon, geborene Susanna Carolina Faesch (geboren 4. Dezember 1844 in Kleinbasel; gestorben 15. März 1921 in Brooklyn) war eine schweizerisch-amerikanische Bürgerrechtlerin und Künstlerin des späten 19. Jahrhunderts und Aktivistin in der National Indian Defense Association (NIDA). Weldon war die Vertraute und Privatsekretärin von Sitting Bull während der Zeit, als die Prärie-Indianer die Geistertanz-Bewegung übernahmen.

## Jugend und Ausbildung
Caroline Weldon wurde in Kleinbasel in der Schweiz unter dem Namen Susanna Carolina Faesch am 4. Dezember 1844 als drittes und jüngstes Kind von Johann Lukas Faesch und Anna Maria Barbara Marti geboren. Ihr Vater war Söldneroffizier in französischen Kriegsdiensten.
Um 1848 lernte die Mutter den in Basel im Exil lebenden deutschen Revolutionär Karl Heinrich Valentiny kennen und lieben. 1849 folgte die Scheidung der Eltern, wobei Valentiny 1850 Basel verließ und nach Amerika emigrierte, wo er eine Arztpraxis in Brooklyn (New York) eröffnete und betrieb. Anna Maria Barbara folgte ihm 1852, in Begleitung ihrer jüngsten Tochter, Caroline, und heiratete Valentiny.
Caroline wurde in New York ausgebildet, sie zeigte großes Talent für Sprachen und auch für Kunst. Sie wurde auch stark von ihrem intellektuellen Stiefvater beeinflusst. 1865 kam Bernhard Claudius Schlatter, ein junger, aus Schaffhausen in der Schweiz gebürtiger Arzt, als Gast in das Haus von Valentiny. Er fand Gefallen an Caroline, inzwischen 21 Jahre alt, und hielt um ihre Hand an, und es folgte die Heirat am 30. Mai 1866. Schlatter eröffnete daraufhin seine eigene medizinische Praxis in Brooklyn. Die Ehe blieb kinderlos, Schlatter konnte den Intellekt und lebhaften, künstlerischen Lebensstil von Caroline mit seiner eigenen, eher prüden Lebensideologie nicht vereinbaren, und es folgte die Trennung. Caroline zog zu ihrem Stiefvater und zur Mutter zurück.
Aus einer Beziehung im Sommer 1876 zu einem Mann namens Christopher J. Stevenson, der sie jedoch bald wieder verließ, bekam Caroline einen Sohn, genannt „Christie“. Der daraus resultierende Skandal veranlasste Caroline, sich zurückzuziehen. In diese Zeit fiel das Erwachen ihres Interesses am Schicksal der amerikanischen Ureinwohner, der nordamerikanischen Indianer. Sie las in den Zeitungsberichten über den Freiheitskampf der westlichen Prärie-Nationen der Lakota, Cheyenne und Arapaho gegen die Truppen der USA und die Vernichtung des 7. US-Kavallerie-Regiments unter George Armstrong Custer in der Schlacht am Little Bighorn am 25. Juni 1876 durch die alliierten Indianerstämme unter der Führung von Sitting Bull und dessen spätere Flucht ins benachbarte, neutrale Kanada.

## Karriere

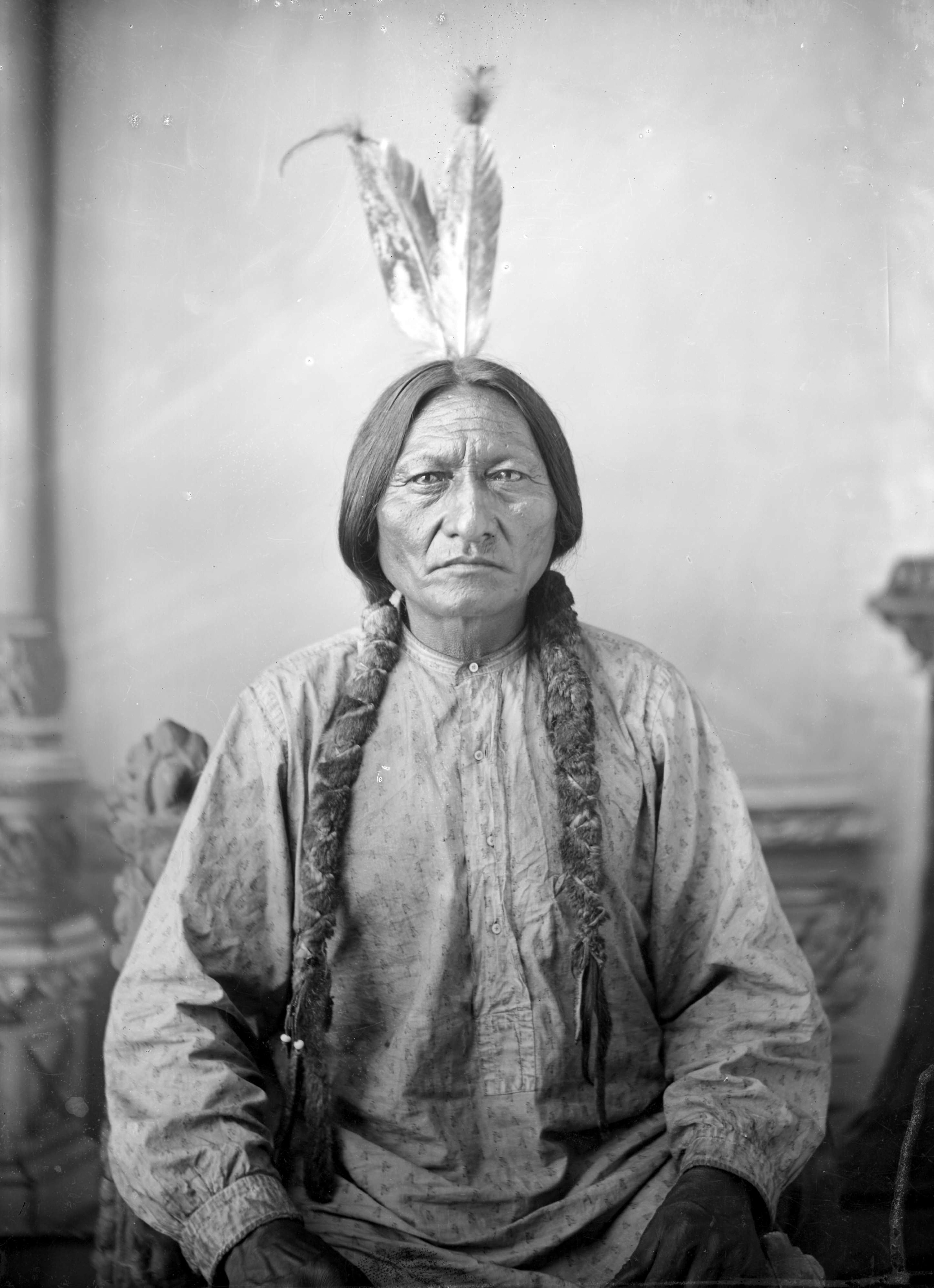
Sitting Bull by D. F. Barry, ca. 1883, originale Kabinettkarte

Nachdem Caroline formell von Schlatter am 18. Juli 1883 geschieden worden war, folgte sie weiterhin ihren künstlerischen und idealistischen Interessen. Nach dem Tode ihrer Mutter im Jahre 1887 erbte sie ein kleines Vermögen und konnte im Sommer 1889 ihren langgehegten Traum realisieren, ins Dakota-Territorium im Westen zu reisen und bei den Lakota-Indianern zu leben. Während dieser Zeit legte sie sich formell den Künstlernamen Caroline Weldon zu. Sie wurde Mitglied von NIDA, der National Indian Defense Association, und begann ihre Arbeit als Aktivistin für die Lakota in deren Kampf gegen die US-Regierung, die im Begriff war, mit Hilfe des Dawes Acts große Teile des Landes der Großen-Sioux-Reservation zu enteignen und für die Besiedlung durch Weiße freizugeben. Dadurch sollte die wirtschaftlich sinnvoll erachtete Grundlage zur Errichtung der zwei US-Bundesstaaten North Dakota und South Dakota geschaffen werden.
Weldon freundete sich mit Sitting Bull an, dem Anführer der Traditionalisten innerhalb der Lakota-Nation. Sie wurde zu dessen Sprachrohr, Sekretärin, Dolmetscherin und Advokatin. Sie zog mit ihrem jungen Sohn Christy ins Lager von Sitting Bull am Grand River auf der Standing Rock Indian Reservation und teilte mit ihm und dessen Familie Haus und Herd. Ihre Konfrontationen und ihr offener Widerstand gegen den Indianer-Agenten James McLaughlin machten sie weithin unbeliebt. Dieser begann in der Folge eine Gerüchte-Kampagne, dass sie Sitting Bulls weiße Mätresse und ihm hörig sei, was in offenen Hass der benachbarten weißen Bevölkerung ihr gegenüber ausartete. Sie wurde geschmäht und in der nationalen Presse lächerlich gemacht.
Als sich im Sommer 1890 wie ein Lauffeuer die Geistertanz-Bewegung in den westlichen Indianerreservaten ausbreitete, warnte sie Sitting Bull, dass die US-Regierung sie als Vorwand nehmen könnte, ihn zu verhaften und mit einer militärischen Intervention die Lakota-Nation zu zerstören.
Sitting Bull wandte sich von ihr ab, und weil ihr Sohn Christy an einer Sepsis gefährlich erkrankte, entschied sie sich im November desselben Jahres wegzuziehen. Der im Dezember erfolgte Verhaftungsversuch von Sitting Bull, der mit seiner Ermordung endete, sowie das aus den Folgen resultierende Massaker von Wounded Knee Ende des Monats bestätigten ihre Vorahnungen und gaben ihr auch ein Gefühl der Hilflosigkeit und des Versagens. Ihr Sohn Christy starb an den Folgen seiner Blutvergiftung am 19. November 1890 in der Nähe von Pierre, South Dakota, auf dem Flussdampfer Chaska, als sie auf dem Weg zu ihrem neuen Wohnort in Kansas City, Missouri, war. Sie lebte dort für eine kurze Zeit im Haushalt ihres Neffen, des Lehrers Friedrich William Schleicher, und zog später zurück nach Brooklyn, New York. Weldon verschwand kurz darauf aus dem Bewusstsein der Öffentlichkeit.

Caroline Weldon malte vier Ölportraits von Sitting Bull. Die zwei erhaltenen befinden sich in der Sammlung der North Dakota Historical Society in Bismarck respektive im Historic Arkansas Museum in Little Rock 

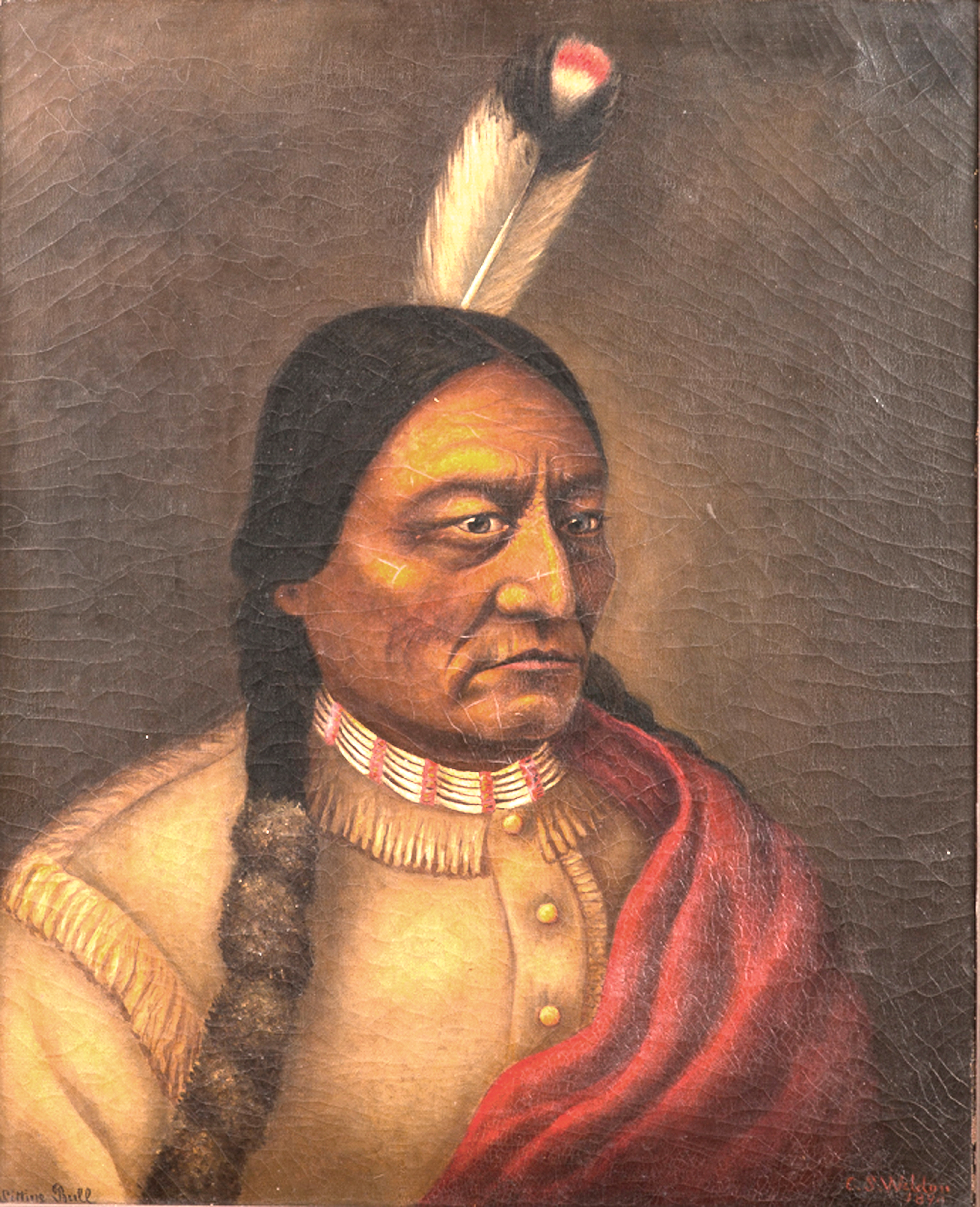
Sitting Bull, von Caroline Weldon, 1890, Öl auf Leinwand

## Lebensende

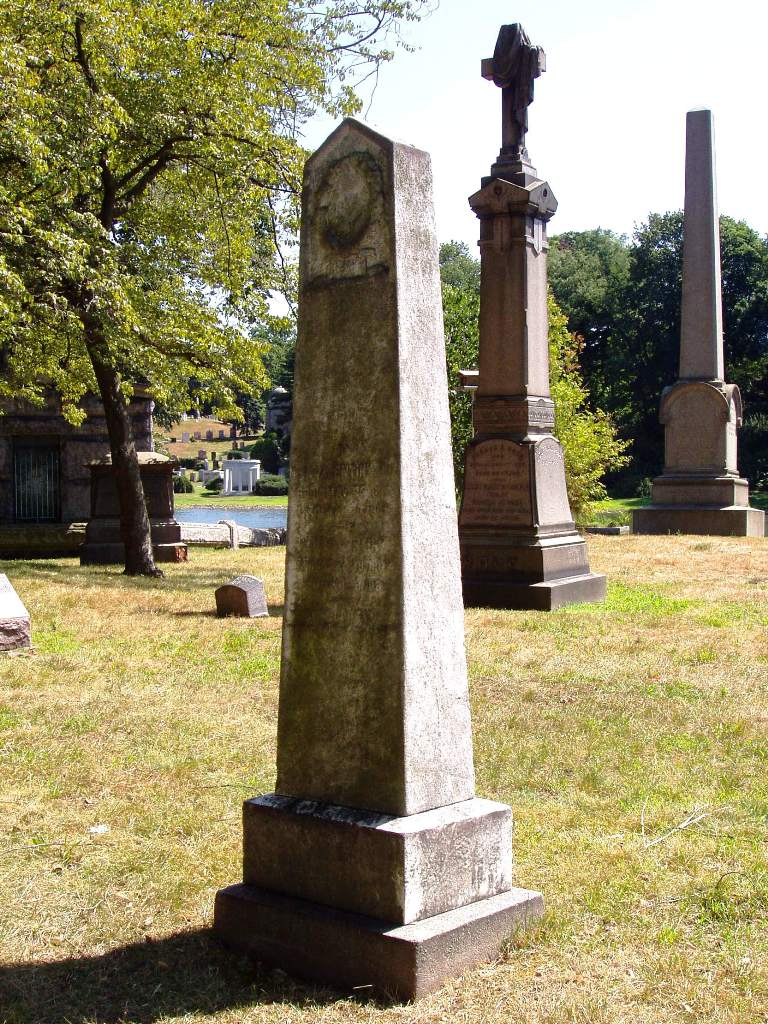
Weldons Grab im Green-Wood-Friedhof, Brooklyn NY

Weldon starb in ihrer bescheidenen Wohnung, alleine und vergessen am 15. März 1921. Todesursache waren Verbrennungen dritten Grades an Gesicht und Körper. Sie wurde im Valentiny-Familiengrab im Green Wood Cemetery in New York beigesetzt, Lot 13387, Section 41.

## In derPop Culture
Der Poet und Literat Derek Walcott erwähnt Caroline Weldon und deren Leben im Bühnenstück The Ghost Dance sowie im epischen Gedicht Omeros.
Der Spielfilm Die Frau, die vorausgeht (Woman Walks Ahead, USA, 2017) unter der Regie von Susanna White mit Jessica Chastain in der Hauptrolle erzählt über Caroline Weldons Leben bei dem Sioux Sitting Bull. Drehbuchautor Steven Knight nahm sich viele literarische Freiheiten, so dass der Film mit den historischen Fakten nur wenig übereinstimmt. Das Buch „Die Zwischengängerin. Das abenteuerliche Leben der Susanna Carolina Faesch“ von Thomas Brunnschweiler ist die erste romanhafte Biografie von Caroline Weldon; sie umfasst die ganze Lebenszeit der Pionierin.
Der Schweizer Autor Alex Capus schildert im 2022 erschienenen Roman Susanna ihr Leben im Sinne einer persönlichen Emanzipationsgeschichte.